# 11 نوفمبر
- السبت
- الأحد
- الاثنين
- الثلاثاء
- الأربعاء
- الخميس
- الجمعة

- 110 جمادى الأولى 1447  هـ
- 211 جمادى الأولى 1447  هـ
- 312 جمادى الأولى 1447  هـ
- 413 جمادى الأولى 1447  هـ
- 514 جمادى الأولى 1447  هـ
- 615 جمادى الأولى 1447  هـ
- 716 جمادى الأولى 1447  هـ
- 817 جمادى الأولى 1447  هـ
- 918 جمادى الأولى 1447  هـ
- 1019 جمادى الأولى 1447  هـ
- 1120 جمادى الأولى 1447  هـ
- 1221 جمادى الأولى 1447  هـ
- 1322 جمادى الأولى 1447  هـ
- 1423 جمادى الأولى 1447  هـ
- 1524 جمادى الأولى 1447  هـ
- 1625 جمادى الأولى 1447  هـ
- 1726 جمادى الأولى 1447  هـ
- 1827 جمادى الأولى 1447  هـ
- 1928 جمادى الأولى 1447  هـ
- 2029 جمادى الأولى 1447  هـ
- 2130 جمادى الأولى 1447  هـ
- 221 جمادى الآخرة 1447  هـ
- 232 جمادى الآخرة 1447  هـ
- 243 جمادى الآخرة 1447  هـ
- 254 جمادى الآخرة 1447  هـ
- 265 جمادى الآخرة 1447  هـ
- 276 جمادى الآخرة 1447  هـ
- 287 جمادى الآخرة 1447  هـ
- 298 جمادى الآخرة 1447  هـ
- 309 جمادى الآخرة 1447  هـ
- 110 جمادى الآخرة 1447  هـ
- 211 جمادى الآخرة 1447  هـ
- 312 جمادى الآخرة 1447  هـ
- 413 جمادى الآخرة 1447  هـ
- 514 جمادى الآخرة 1447  هـ

11 نوفمبر أو 11 تشرين الثاني أو يوم 11 \ 11 (اليوم الحادي عشر من الشهر الحادي عشر) هو اليوم الخامس عشر بعد الثلاثمائة (315) من السنة، أو السادس عشر بعد الثلاثمائة (316) في السنوات الكبيسة، وفقًا للتقويم الميلادي الغربي (الغريغوري). يبقى بعده 50 يومًا على انتهاء السنة.

## أحداث
- 1500 - لويس الثاني عشر وفرناندو الثاني يتفقان على تقسيم مملكة نابولي بينهما.
- 1675 - غوتفريد لايبنتز يعرض أول عملية تكامل لحساب المساحة تحت منحنى الدالة ص = د(س).
- 1909 - الولايات المتحدة تبدأ ببناء القاعدة البحرية العملاقة في ميناء بيرل هاربر في جزر هاواي في المحيط الهادي.
- 1918 - انتهاء الحرب العالمية الأولى بالهدنة التي وقعتها ألمانيا مع قوات الحلفاء.
- 1936 - وصول لجنة بيل إلى فلسطين للتحقيق في الاضطرابات الحاصلة بين اليهود والعرب بعد إندلاع الثورة العربية فيها.
- 1938 - عصمت إينونو يتولى رئاسة الجمهورية التركية خلفًا لمصطفى كمال أتاتورك.
- 1962 - أمير دولة الكويت الشيخ عبد الله السالم الصباح يصادق على الدستور، لتكون الكويت بذلك أول دولة خليجية لديها دستور مكتوب.
- 1978 - مأمون عبد القيوم يتولى الحكم في جزر المالديف.
- 1997 - أمطار غزيرة تضرب الكويت وتسبب أكثر من 100 حادث مروري.
- 2004 - رئيس المجلس التشريعي الفلسطيني روحي فتوح يتولى رئاسة السلطة الوطنية الفلسطينية بالنيابة بعد الإعلان عن وفاة رئيس السلطة ياسر عرفات.
- 2006 - حركة أمل وحزب الله يقرران سحب ممثليهما من الحكومة اللبنانية وذلك لما رأوه بتفرد رئيس الحكومة فؤاد السنيورة بوضع موضوع المحكمة الدولية الخاصة بمحاكمة المتهمين باغتيال رئيس الوزراء رفيق الحريري على جدول أعمال جلسة مجلس الوزراء، بالإضافة إلى فشل طاولة التشاور التي دعي إليها رئيس المجلس النيابي نبيه بري لحل المسائل العالقة ومنها تشكيل حكومة وحدة وطنية.
- 2010 - مجلس النواب العراقي ينتخب النائب أسامة النجيفي رئيسًا له وذلك بعد ثمانية شهور من إجراء الانتخابات وما تلاها من خلافات بين الكتل السياسية، ثم انتخب الرئيس جلال طالباني رئيسًا لفترة رئاسية ثانية على الرغم من انسحاب أعضاء القائمة العراقية من الجلسة احتجاجًا على عدم إلغاء قانون اجتثاث البعث قبل التصويت على مرشح منصب رئيس الجمهورية، وقام الرئيس طالباني بعد انتخابه وأدائه اليمين القانوني بتكليف رئيس الوزراء المنتهية ولايته نوري المالكي بتشكيل الحكومة الجديدة.
- 2012 - القوى السورية المعارضة لنظام الرئيس بشار الأسد تشكل في اجتماعها في العاصمة القطرية الدوحة الائتلاف الوطني لقوى الثورة والمعارضة السورية، وتختار أحمد معاذ الخطيب رئيسًا له.
- 2015 - مجلس الوُزراء التُركي يُعيد تعيين الشيخ مُحمَّد غورمز رئيسًا لِلشُؤون الدينيَّة في تُركيا.
- 2019 - رصد عبور كوكب عطارد بين الأرض و‌الشمس؛ حيث بدا على شكل نقطة سوداء صغيرة متحركة أمام قرص الشمس.

## مواليد
- 1155 - ألفونسو الثامن، ملك مملكة قشتالة.
- 1821 - فيودور دوستويفسكي، روائي روسي.
- 1838 - يوجين لوفيبور، عالم مصريات فرنسي.
- 1864 - ألفريد هيرمان، سياسي وصحافي وناشط سلام نمساوي حاصل على جائزة نوبل للسلام عام 1911.
- 1869 - فيكتور عمانوئيل الثالث، ملك إيطاليا.
- 1882 - غوستاف السادس أدولف، ملك السويد.
- 1893 - فؤاد سليم، ضابط وثوري وكاتب لبناني.
- 1885 - جورج باتون، عسكري أمريكي.
- 1911 - نيازي مصطفى، مخرج مصري.
- 1914 - يوجين نايدا، مترجم ولغوي أمريكي.
- 1917 - روبرت فانو ، عالم حاسوب إيطالي أمريكي.
- 1919 - كالي بآتلو، روائي فنلندي.
- 1945 - دانييل أورتيغا، رئيس نيكاراغوا.
- 1959 - لي هاني، لاعب كمال أجسام أمريكي.
- 1960 -
  - فهد سعد العبد الله الصباح، نجل أمير دولة الكويت الرابع عشر الشيخ سعد العبد الله السالم الصباح.
  - ستانلي توتشي، ممثل أمريكي.
- 1961 - شوقي الماجري، مخرج تونسي.
- 1962 - ديمي مور، ممثلة أمريكية.
- 1963 - دلع الرحبي، كاتبة وممثلة سورية.
- 1966 - أليسن دودي، ممثلة أيرلندية.
- 1967 - باسم الكربلائي، منشد إسلامي وملحن عراقي.
- 1974 - ليوناردو دي كابريو، ممثل أمريكي.
- 1977 - مانيش، لاعب كرة قدم برتغالي
- 1980 - أحمد الفيشاوي، ممثل مصري.
- 1983 -
  - نهى نبيل، إعلامية وشاعرة كويتية.
  - فيليب لام، لاعب كرة قدم ألماني.
- 1987 - تيغوشي يويا، مغني ياباني.

## وفيات
- 1154 - ابن وكيل الأقليشي، عالم مسلم ولغوي ومتصوف أندلسي.
- 1855 - سورين كيركغور، فيلسوف وكاتب دنماركي.
- 1938 - ماري مالون، أول من نشرت مرض الحمى التيفية في الولايات المتحدة.
- 1962 - عبد الفتاح الشعشاعي قارئ قرآن كريم مصري.
- 1973 - أرتوري فيرتانن، عالم كيمياء فنلندي حاصل على جائزة نوبل في الكيمياء عام 1945.
- 1979 - ديميتري تيومكين، ملحن أوكراني أمريكي.
- 1987 - ليان زيمبلر، مهندسة معمارية أمريكية.
- 1990 -
  - يانيس ريتسوس، شاعر يوناني.
  - أتيليو ديماريا، لاعب كرة قدم أرجنتيني إيطالي.
- 1997 - سعد الدين وهبة، مؤلف مصري.
- 2004 - ياسر عرفات، رئيس السلطة الوطنية الفلسطينية حاصل على جائزة نوبل للسلام عام 1994.
- 2005 - مصطفى العقاد، مخرج ومنتج سينمائي سوري أمريكي.
- 2011 -
  - أحمد باقر، موسيقي كويتي.
  - ماجدة عز، راقصة باليه مصرية.
  - مهدي محمد علي، شاعر عراقي.
- 2014 - دونالد شتاينر، عالم كيمياء حيوية أمريكي.
- 2016 - محمد سرور، داعية إسلامي سوري، يُنَسب إليه التيار السروري.
- 2020 - خليفة بن سلمان بن حمد آل خليفة، رئيس وزراء البحرين.

## أعياد ومناسبات
- يوم العزاب
- عيد الاستقلال في أنغولا.
- عيد الاستقلال في بولندا.
- عيد الجمهورية في جزر المالديف.
- يوم الدستور في الكويت.
- يوم المحاربين القدامى في الولايات المتحدة.

## وصلات خارجية
- وكالة الأنباء القطريَّة: حدث في مثل هذا اليوم.
- أرشيف مصر: حدث في مثل هذا اليوم.
- BBC: حدث في مثل هذا اليوم.